# Sofia Boutella

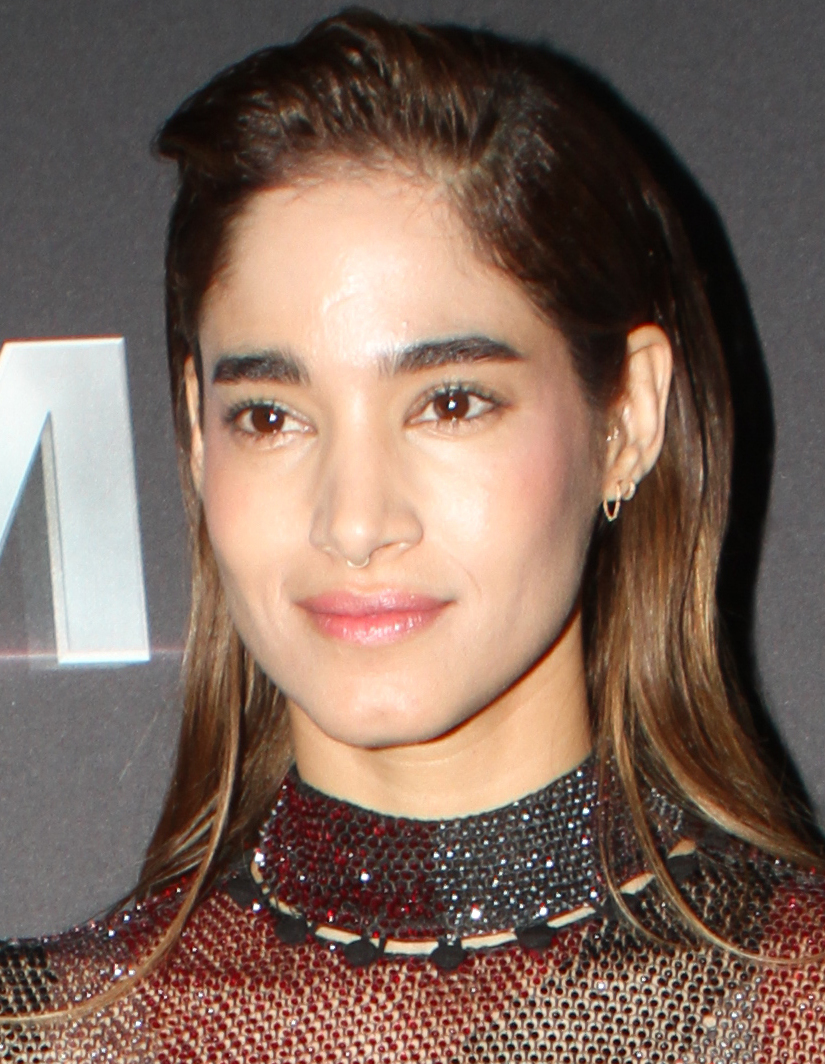
Sofia Boutella (2017)

Sofia Boutella (ur. 3 kwietnia 1982 w Bab El Oued w Algierze) – francuska tancerka hip-hopowa, modelka i aktorka, pochodzenia algierskiego.

## Życiorys
Jest córką algierskiego muzyka Safy'ego Boutella. Kiedy była mała przeprowadziła się wraz z rodzicami do Francji. Taneczną edukację zaczęła jako pięciolatka. Początkowo uczyła się baletu. W wieku 10 lat zaczęła uprawiać gimnastykę artystyczną, a sześć lat później break dance. Następnie spróbowała swoich sił w Battles de France i w Los Angeles na Freestyle-Session. Bianca Li dostrzegła jej talent i zaproponowała udział w filmie Le Défi.
Wystąpiła m.in.  w teledyskach Madonny (Hung Up, Sorry), Matta Pokory (Dangerous), Axwell (Feel the Vibe), Michaela Jacksona (Hollywood Tonight).  Występowała również w reklamach, np. firm Nike, Peugeot, Mazda, Canon. Mieszka w Paryżu.
W 2015 wystąpiła w filmie Kingsman: Tajne służby w roli Gazelle, chroniącej głównego przeciwnika Kingsman. W 2016 wystąpiła w kolejnej wysokobudżetowej produkcji - Star Trek: W nieznane. 
Była w związku z francuskim piosenkarzem, o polskich korzeniach Mattem Pokorą.

## Filmografia
| Rok  | Tytuł                     | Rola                | Uwagi              | Ref.        |
| ---- | ------------------------- | ------------------- | ------------------ | ----------- |
| 2002 | Le Défi                   |                     |                    |             |
| 2004 | Les Cordier, juge et flic | Maya                | odcinek Temps mort | [ 1 ]       |
| 2005 | Permis D'Aimer            | Lila                |                    |             |
| 2006 | Azur i Asmar              | La Fée des elfes    | głos               | [ 1 ]       |
| 2012 | StreetDance 2             | Eva                 |                    | [ 2 ]       |
| 2014 | Strefa X 2                | Ara                 | sequel Strefy X    | [ 3 ]       |
| 2015 | Kingsman: Tajne służby    | Gazelle             |                    | [ 4 ]       |
| 2016 | Star Trek: W nieznane     | Jaylah              |                    | [ 5 ]       |
| 2016 | Tiger Raid                | Shadha              |                    |             |
| 2016 | Jet Trash                 | Vix                 |                    |             |
| 2017 | Mumia                     | księżniczka Ahmanet |                    | [ 6 ] [ 7 ] |
| 2017 | Atomic Blonde             | Delphine Lasalle    |                    | [ 8 ]       |
| 2018 | Fahrenheit 451            | Clarisse            |                    | [ 9 ]       |
| 2018 | Hotel Artemis             | Nice                |                    | [ 10 ]      |
| 2018 | Climax                    | Selva               |                    |             |
| 2021 | Więźniowie Ghostland      | Bernice             |                    |             |
| 2021 | Osadnicy                  | Ilsa                |                    |             |
| 2024 | The Killer's Game         | Maize Arnaud        |                    |             |